# Kamienny Krzyż w Tumlinie-Wykniu
Kamienny Krzyż w Tumlinie-Wykniu – kamienny, piaskowy krzyż umiejscowiony na skrzyżowaniu dróg Tumlina-Wyknia i Tumlina-Podgrodu. Na skrzyżowaniu ramion wmurowany jest mały żeliwny krzyż z figurką Chrystusa. We wrześniu 1985 roku obiekt został wpisany do rejestru zabytków.